# Procesele sioniștilor
Procesele sioniștilor au fost unele din acțiunile cele mai dure și mai directe ale României comuniste de după Al Doilea Război Mondial contra organizării minorității evreiești din România în scopul de emigrare spre Israel.

## Istoric
Sionismul este numele mișcării evreiești de reîntoarcere, recolonizare și reînființare a Statului Israel pe teritoriul Țării Israel biblice. În urma Primului Congres Sionist de la Basel, organizat de vizionarul sionismului modern, dr. Theodor Herzl (2 mai 1860 – 3 iulie 1904), la care au participat și delegați din România, în zilele 30 și 31 decembrie 1881 s-a deschis la Focșani primul congres sionist al Uniunilor Sioniste din România, care a pus bazele sionismului român.
Regimul comunist, instaurat în România după război a garantat prin Constituție emanciparea tuturor etniilor. În realitate, antisemitismul - interzis prin lege - a îmbrăcat forme noi. Dictatura proletariatului a acționat cu asprime față de "elementele burghezo-moșierești", neproletare, „cu origine nesănătoasă”, "cosmopolite", cu rude în străinătate, etc., care formau marea majoritate a evreilor din România. Antisemitismul ocult al conducătorilor comuniști, sprijinit de cel stalinist se exprima indirect dar efectiv. Evreii comuniști erau folosiți ca scule dispozabile de intimidare și de opresare a evreilor recalcitranți.
Încercările comuniste-securiste de a se infiltra în Biserica Ortodoxă Română au fost încununate cu succes. Biserica Română Unită cu Roma, Greco-Catolică a rămas inpenetrabilă, deși a fost desființată prin Decretul 358 din 1 decembrie 1948, iar prelații și întreaga ei conducere au fost arestați. Biserica Catolică era inabordabilă de teama complicațiilor cu Vaticanul. Organizarea religioasă evreiască era slab centralizată și cu o influență secundară asupra populației, instituția dominantă evreiască fiind organizațiile sioniste care au devenit principala țintă de atac a partidului, paralel cu crearea Comitetului Democrat Evreiesc - C.D.E., un organ de control și penetrare în sânul populației evreiești, care s-a dovedit a fi un fiasco total.

## Organizarea proceselor
La 2 martie 1949, conducerea superioară a Securității se întrunește pentru a decide soarta mișcării sioniste din Romania. Din stenograma acestei ședinte: "La ședința convocată de tov. ministru Teohari Georgescu, au luat parte următorii: tov. general-locotenent Gheorghe Pintilie, tov. general-maior Alexandru Nicolschi, tov. general-maior Vladimir Mazuru și tov. colonel Gavrilă Birtaș. Cu această ocazie, tov. ministru Teohari Georgescu arată că problema sionistă ne-a scăpat oarecum din obiectiv, din cauza că am considerat organizațiile sioniste ca fiind mai puțin periculoase decât celelalte. Analizând scopul și tendințele acestor organizații și, mai ales, urmărind elementele care le sprijină și care le folosesc în scopuri diversioniste, putem să ne dăm seama că nu există nici o deosebire intre scopurile care le urmăresc organizațiile sioniste și scopurile care le urmărește orice altă organizație fascistă. Organizațiile sioniste sunt instrumente în mâna imperialiștilor, pe care ei le subvenționează și le folosesc ca instrumente de diversiune. Ca atare, în perioada de dictatură a proletariatului, nu este permis a se mai tolera existența acestor organizații și, ca urmare, vor fi luate următoarele măsuri: 1. Dizolvarea tuturor organizațiilor sioniste și a anexelor lor. 2. Urmărirea activității elementelor sioniste, care activează sub orice formă. 3. Pedepsirea tuturor elementelor care intră în țară cu scopul de a duce activitate sionistă (instructorii). 4. Se vor lua măsuri pentru dizolvarea chibuțurilor, iar tineretul să fie repartizat la muncile corespunzătoare pregătirii lui, ca toți ceilalți cetățeni ai RPR. 5. Dizolvarea și urmărirea organizației evreilor repatriați din URSS. În aplicarea acestor măsuri, se va proceda cu foarte mare atenție și tact, în așa fel ca măsurile luate să nu dea dușmanului nici un element pe care l-ar putea folosi în scopul de frânare a regimului, prezentând aceste măsuri ca măsuri antisemite. Va trebui să se aibe grija de căminele de bătrâni și copii. Îngrijirea acestora să fie preluată de stat, iar în fruntea lor să fie puse la conducere elemente democrate, care să nu dea posibilitate propagării pe viitor a ideilor sioniste."
Anul 1953 aduce de două ori populația evreiască din România în atenția Biroului Politic al Comitetului Central al Partidului Muncitoresc Român. La 14 ianuarie 1953, Iosif Chișinevschi, acuzatorul principal al populației evreiești a declarat: "Comunitățile evreiești în tot timpul au fost un cuib de jefuitori, de spioni. Comunitățile au avut întotdeauna pe un Filderman și de la exploatarea și jefuirea oamenilor săraci și până la acte criminale de spionaj, acestea au fost în programul lor. De aceea cred că aici trebuie să mergem ferm. Să-i ia dracu, dar până la urmă vor amuți, altfel ne vor dăuna, nu numai nouă, dar și întregului lagăr al păcii" ("Magazin istoric", 11/392 noiembrie 1999). A doua oară, în ședința Biroului Politic din 2 septembrie 1953, Gheorghe Gheorghiu-Dej declara: "Sunt câteva procese de agenturi imperialiste care urmează să fie terminate. Ancheta este gata, s-au terminat lucrările și urmează să aibă loc procesul. E vorba de agenții ale serviciilor de spionaj francez, englez, austriac, ai Vaticanului și francmasoni. Mai sunt și unii agenți ai Israelului, care desfășoară activitate de spionaj în favoarea americanilor și Intelligence Service-ului, care vor fi judecați în calitate de agenți ai acestor servicii de spionaj, pentru a nu se spune că am avea ceva cu organizațiile sioniste sau cu elemente aparținând acestor organizații. N-au decât să se desolidarizeze sioniștii de acești oameni care au făcut spionaj. Noi de unde să știm că ei sunt sioniști, noi am dat peste ei făcând spionaj. În ce măsură Statul Israel i-a încurajat sau nu, asta pot să știe ei mai bine decât noi".

## Procesele anti-sioniste din anii 1953-1954
In decursul anilor 1953-1954, procesele anti-sioniste s-au succedat unul dupa altul. Toate procesele s-au desfășurat în tribunale militare, fără avocați, și procurorii au refuzat probele cu martori. Înculpații erau aduși în fața instanței dupa "pregătiri speciale", siliți prin torturi si înfometare, să semneze mărturii mincinoase în care recunoșteau cele mai abominabile crime "împotriva poporului român și împotriva socialismului". Sentințele Tribunalului Militar au fost deosebit de dure, între 6 și 25 ani temniță grea. Președintele completului de judecată a fost generalul Alexandru Petrescu, cel care în anii 1940-1941, având gradul de locotenent-colonel a condamnat la moarte evrei din Cernăuți, cel care i-a trimis la moarte pe Remus Kofler și Emil Calmanovici, sau i-a dat 25 de ani de muncă silnică lui Belu Zilber. În "procesele spectacol" erau numiți "apărători din oficiu", cu rolul de a susține acuzațiile procurorului. În puținele cazuri când avocatul apărării a avut curajul să intervină în favoarea acuzatului, a fost întrerupt de președintele tribunalului cu grosolănie și cu amenințarea că se va trezi pe aceeași bancă de acuzare. Primii condamnați au fost conducătorii  organizației sioniste "Beitar": Edgar Kanner (condamnat la 18 ani închisoare), Slomo Sitnovitzer (15 ani închisoare), Pascu Schechter-Gani (12 ani), Meir Horowitz (10 ani), Marcel Tăbăcaru (10 ani), Jean Littman (15 ani), Suzi Benvenisti (10 ani) - (arhiva anchetei împotriva sioniștilor, dosarul SRI 16385). După proces, deținuții au fost încarcerați în odioasele penitenciare și închisori ale Securitățiii, printre care, cele de la Aiud, Ghencea, Pitești și altele, pentru bărbați, și Mislea pentru femei. În temnița de la Pitești, dincolo de regimul dur de închisoare, li s-a aplicat deținuților și un regim de îndoctrinare politică prin pedepse corporale, sub supravegherea a doi "instructori": legionarul Țurcanu și evreul Fux. Doi deținuți sioniști au rămas dispăruți[a]. Ultimii judecați au fost membrii organizației sioniste-comuniste "Hașomer Hațair" care au fost trimiși la "reeducare" la Canalul Dunăre-Marea Neagră. Câțiva dintre ei nu s-au mai întors.